# Colosova
Colosova (in russo Колосово)  è una città della Moldavia controllata dalla autoproclamata repubblica di Transnistria. È compresa nel distretto di Grigoriopol

## Località
Il comune è formato dall'insieme delle seguenti località:
- Colosova (Колосово)
- Crasnaia Besarabia (Красная Бессарабия)
- Pobeda (Победа)